# The Laughing Apple
The Laughing Apple è il quindicesimo album in studio del cantautore britannico Yusuf / Cat Stevens, pubblicato nel 2017.

## Tracce
1. Blackness of the Night – 3:02
2. See What Love Did to Me – 3:44
3. The Laughing Apple – 3:04
4. Olive Hill – 2:46
5. Grandsons – 3:03
6. Mighty Peace – 2:20
7. Mary and the Little Lamb – 3:35
8. You Can Do (Whatever) – 3:10
9. Northern Wind (Death of Billy the Kid) – 2:41
10. Don't Blame Them – 3:38
11. I'm So Sleepy – 2:23